# Esther Hilsberg
Esther Hilsberg (* 26. Juli 1975 in Berlin) ist eine deutsche Opern-, Operetten-, Lied- und Konzertsängerin in der Stimmlage Koloratursopran, Dirigentin und Komponistin.

## Leben und künstlerisches Wirken
Esther Hilsberg erhielt ihren ersten Gesangsunterricht bei Kaja Borris, einer Opernsängerin aus dem Ensemble der Deutschen Oper Berlin. Es folgte ein Studium an der Hochschule für Musik Köln, wo sie Gesang bei Hans Sotin,  Komposition bei Johannes Schild und Dirigieren bei Volker Wangenheim und Michael Luig belegte. Im Jahr 2002 schloss sie ihr Gesangsstudium mit Bestnote ab.
Meisterkurse für Gesang besuchte sie bei KS Edda Moser, KS Julie Kaufmann, Charlotte Lehmann, Klesie Kelly, Peter Hechfellner und Monika Bürgener.
Hilsberg war Ensemblemitglied am Nordharzer Städtebundtheater Halberstadt und gastierte zudem an der Deutschen Oper am Rhein Düsseldorf, an der Oper Bonn, am Landestheater Detmold, am Theater Nordhausen, am Eduard-von-Winterstein-Theater Annaberg-Buchholz, am Mainfranken Theater Würzburg sowie am Theater Magdeburg (als Königin der Nacht), am Meininger Theater (als Susanna in Die Hochzeit des Figaro, Karolka in Jenufa und Eva in Die Schöpfung), am Theater Plauen-Zwickau als Zeitel in Anatevka, als Schneekönigin im Andersen-Märchenkonzert und beim Klassik Festival Monschau (als Adele in Die Fledermaus und Pamina in Die Zauberflöte).
Hilsberg hatte Auftritte als Sängerin u. a. in Kölner Philharmonie, HerkulessaalMünchen, Berliner Philharmonie, Liederhalle Stuttgart sowie mehrere Rundfunk-Produktionen (u. a. Live-Übertragung mit dem SWR-Rundfunkorchester), sowie CD-Produktionen (u. a. mit Poulencs „Gloria“ und Haydns „Nelson-Messe“).
Im Opernfach war die Sopranistin in Hauptpartien zu hören, als Gretel, als Anna (in „Die lustigen Weiber von Windsor“ von Nicolai zusammen mit Kurt Moll als Falstaff), als Pamina (in „Die Zauberflöte“ u. a. im Rahmen einer Tournee der „Jungen Kammeroper Köln“ bei den Bregenzer Festspielen), als Adele („Die Fledermaus“) und Gräfin („Die Hochzeit des Figaro“). Sie gastierte in der Titelpartie bei der Welturaufführung der Familienoper „Mio, mein Mio“ an der Deutschen Oper Berlin.
Bis 2008 war sie am Theater Freiberg engagiert. Zu ihren Rollen gehörten u. a. die Nachtigall („Die Vögel“ von Walter Braunfels), Rosina („Barbier von Sevilla“) und Ilia („Idomeneo“).
Seitdem folgten Engagements u. a. am Theater Annaberg-Buchholz als „Königin der Nacht“, am Theater Freiberg als „Frau“ in einer szenischen „Carmina burana“, am Festspielhaus Baden-Baden als Nachtigall in der von ihr komponierten Kinderoper „Die chinesische Nachtigall“, an der Kammeroper Köln als „Hanna Glawari“ und „Mimi“, sowie am Opernhaus Seoul (Südkorea) als Pamina, sowie auch am Theater Aachen als Pamina in „Die Zauberflöte“.
Zuletzt gastierte sie am Theater Coburg als Nachtigall in „Die chinesische Nachtigall“, am Theater Aachen als Adele in „Die Fledermaus“, an der Opera Zuid als Königin der Nacht in „Die Zauberflöte“ und am Theater Gera als Rosina in „Der Barbier von Sevilla“.

## Engagements
- Theater Freiberg (Spielzeit 2004/2005 bis 2007/2008)
- Südthüringisches Staatstheater Meiningen (Spielzeit 2003/2004)
- Nordharzer Städtebundtheater Halberstadt (Spielzeit 2001/2002 und 2002/2003)
- Landestheater Eisenach (Spielzeit 2010/11)
- Staatstheater Meiningen (Spielzeit 2011/12)

## Komponistin
Esther Hilsberg ist auch eine erfolgreiche Komponistin. Neben Chor-Werken gilt ihr Augenmerk besonders der Kinderoper sowie Musicals. Ihre Opern "Die chinesische Nachtigall", "Die Schneekönigin" und der "Nussknacker" erzielten über 250 Aufführungen. Bisher sind von ihr folgende Musikwerke veröffentlicht:
- "BARRICADE" – Musical nach dem Roman Les Misérables von Victor Hugo (Uraufführung am 5. November 2016 mit der Deutschen Musical Company)[1][2]
- "Nice places to die" – Filmmusik / Kinofilm (Regie: Bernd Schaarmann, Uraufführung am 25. Januar 2015 beim Max-Ophüls-Filmfestival)
- "Max und Moritz" – Kinderoper, Besetzung: 6 Sänger, Kammerorchester oder Klavier (Uraufführung am 9. November 2013 in der Kammeroper Köln)
- "Weihnachtsoratorium" – Besetzung: Solisten (S/T/B), Chor, großes Orchester, (Uraufführung am 11. Dezember 2010 im Konzerthaus Berlin)
- "Die chinesische Nachtigall" – Kinderoper, Besetzung: 6 Sänger, Klavier oder Kammerorchester (Uraufführung am 27. Juni 2009 im Festspielhaus Baden-Baden)
- "Der Nussknacker" – Kinderoper, Besetzung: 6 Sänger, Klavier oder Orchester (Uraufführung am 1. November 2007 in der Kammeroper Köln)
- "Wurst-Arie", Besetzung: Bariton, Klavier oder Orchester (Uraufführung am 18. August 2007 in der Kammeroper Köln)
- "Dantes Inferno und der Weg ins Paradies" Oratorium in 2 Teilen, Besetzung: Solisten (S/A/T/B), Chor, großes Orchester, (Uraufführung am 18. September 2005 im Konzerthaus Berlin)
- „Die Schneekönigin“ Kinderoper in  7 Bildern, Besetzung: 6 Sänger, Klavier, Flöte, (Uraufführung am 9. September 2003 beim Hohenloher Kultursommer)
- „Meine Küsse sind kälter als Eis“ Arie der Schneekönigin mit Orchester, Besetzung: Koloratursopran, großes Orchester, (Uraufführung am 26. September 2003 in Oberursel)
- „Ich weiß, die Liebe“ Besetzung: Bariton, großes Orchester, (Uraufführung im Juni 2004 beim Hohenloher Kultursommer)
- 7 Lieder, Besetzung: Gesang, Klavier, (Uraufführung im Januar 2002 beim Liederabend)

Aufführungen ihrer Kinderopern erfolgten inzwischen an mehreren großen Theatern, so stand „Die Schneekönigin“ am Theater Halberstadt auf dem Spielplan und „Die chinesische Nachtigall“ stand in den Spielzeiten 2010/11 und 2011/12 am Theater Coburg auf dem Spielplan. In der Spielzeit 2012/13 wurde „Die chinesische Nachtigall“ am Theater Lüneburg gezeigt.
Das von ihr komponierte Musical „Barricade“, das zum Teil als „Les Misérables“ vermarktet wird, stieß beim Publikum auf geteilte Meinung.

## Auszeichnungen
- 2009 Sonderpreis beim Internationalen Gesangswettbewerb Festspielstadt Passau
- 2006 Freiberger Kunstförderpreis
- 2004 Förderpreis beim Podium Junger Gesangskünstler